# John Newport Langley

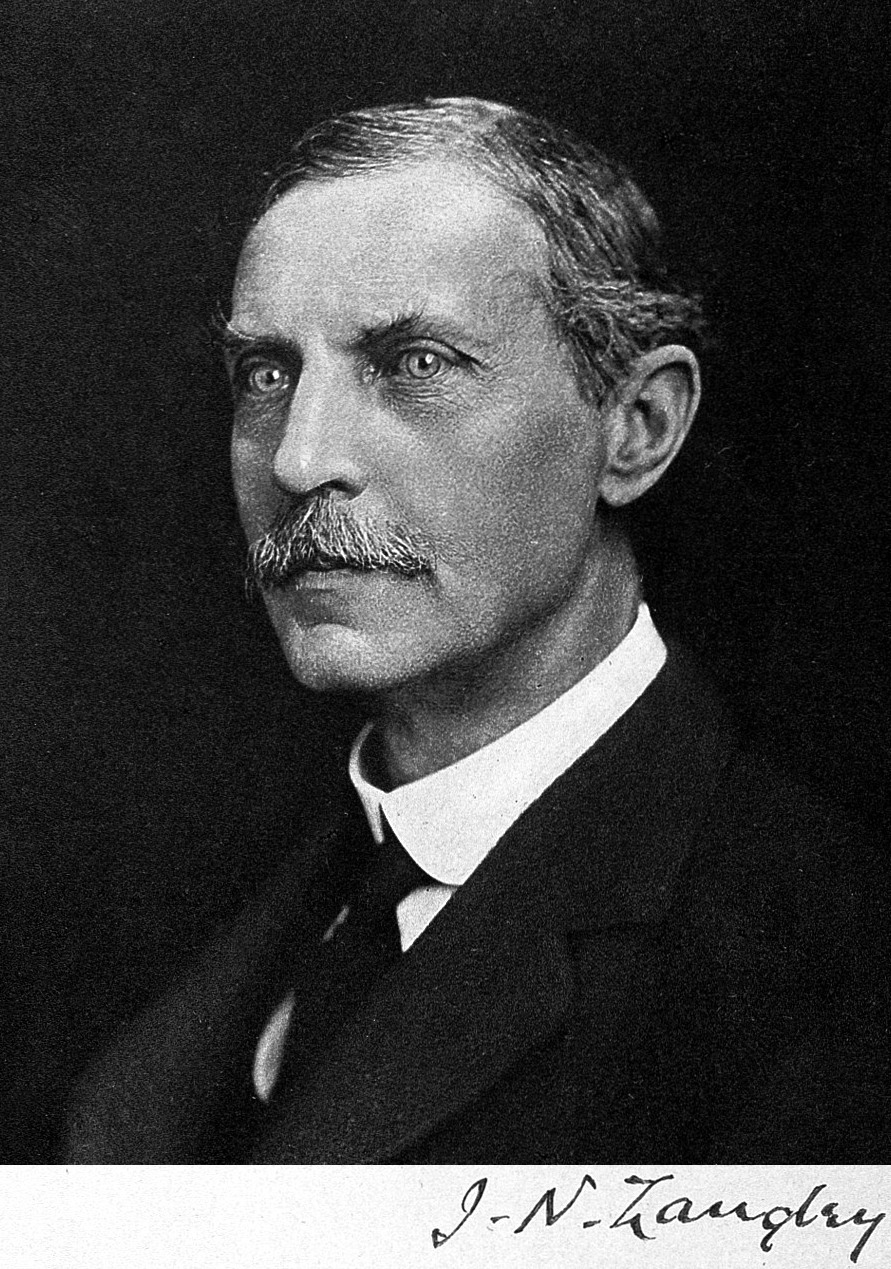
John Newport Langley

John Newport Langley (* 2. November 1852 in Newbury, Berkshire, England; † 5. November 1925 in Cambridge) war ein britischer Physiologe und Histologe.

## Leben
Langley besuchte die Grammar School von Exeter und danach das St John’s College der Universität Cambridge. Er erhielt 1875 den Bachelor of Arts, 1878 den Magister Artium und 1896 den ScD.
Langley wurde 1877 und nochmals durch Wiederwahl 1885 „Fellow“ des Trinity College der Universität Cambridge. An diesem College war er Lecturer. An der Universität Cambridge war Langley war 1883 bis 1903 Lecturer, dann von 1903 bis 1925 Professor für Physiologie. 
Langley führte 1898 den Begriff des autonomen Nervensystems ein. Seine Publikationen seiner Untersuchungen der Auswirkung von Nikotininjektionen in paravertebrale Ganglien auf Herz, Blutdruck, Niere und andere Organsystem prägten insbesondere den Begriff „sympathisches Nervensystem“.

## Ehrungen
1883 wurde Langley als Mitglied („Fellow“) in die Royal Society gewählt, die ihm 1892 die Royal Medal verlieh und deren Vizepräsident er später wurde. Langley war Mitglied der Neurological Society of Great Britain sowie 1893 deren Präsident. Seit 1913 war er korrespondierendes Mitglied der Bayerischen Akademie der Wissenschaften.

## Schriften (Auswahl)
- A course of elementary practical physiology and histology. 1888, 1896, 1899
- The Autonomic Nervous System. 1903, 1905, 1921 
  - deutsch: Das sympathische und verwandte nervöse System der Wirbeltiere (autonomes nervöses System). In: Ergebnisse der Physiologie. Band 27/II, 1903, S. 818–872.
- Experimental Physiology. 1910
- Practical Histology. 1901; 3rd ed. 1920
- On the reaction of cells and of nerve-endings to certain poisons, chiefly as regards the reaction of striated muscle to nicotine and to curari. In: The Journal of Physiology 33, 374–413, 1905.
- Croonian Lecture. - On nerve endings and on special excitable substances in cells. Proceedings of the Royal Society of London B 78, 170–194, 1906.